# سيلفانو سيميون
سيلفانو سيميون (بالإيطالية: Silvano Simeon)‏ هو منافس ألعاب قوى إيطالي، ولد في 27 أكتوبر 1945 في Visco, Friuli Venezia Giulia ‏ في إيطاليا، وتوفي في 12 ديسمبر 2010 في تورينو في إيطاليا.

## وصلات خارجية
- سيلفانو سيميون على موقع أوليمبيديا (الإنجليزية)